# Traffic (музичка група)

Трафик (енгл. Traffic) била је рок група основана 1967. у Бирмингему, у Уједињеном Краљевству. Оснивач и вођа групе био је мултиинструменталиста и певач Стив Винвуд, а чланови су били: Џим Капалди, Крис Вуд и Дејв Мејсон. Музика групе је била мешавина прогресивног рока, психоделије, фолк рока и џез фузије. Група је распала 1969, након чега Винвуд свира са Клептоном, Бејкером и Гречом у групи Блајнд фејт. Поновно окупљање је било 1970. када је објављен и албум John Barleycorn Must Die ког су критичари дочекали похвалама. Група се дефинитивно распала 1975, иако је једно парцијално окупљање (Винвуд и Капалди) било 1994. године.

## Чланови
- Стив Винвуд — клавијатуре, гитара, вокал
- Џим Капалди — бубњеви, вокал
- Крис Вуд — флаута, саксофон
- Дејв Мејсон — гитара

## Ранији чланови
- Џим Гордон
- Рик Греч
- Ребоп Кваку Ба
- Дејвид Худ
- Роџер Хокинс
- Бари Бекет
- Роско Џи